# Château de Thenissey
Le château de Thenissey  est un château classique situé à Thenissey en Bourgogne-Franche-Comté.

## Localisation
Les deux châteaux de Thenissey se situent au sud du village, dans le lit majeur de l'Oze.

## Historique
Une tour forte est bâtie sur l’enceinte actuelle de Thenissey par la famille Poinceot à la fin du XIVe siècle. Ayant troqué son nom contre celui de Gellan vers 1510, la famille garde la seigneurie jusqu'en 1595 et le mariage de Péronne de Gellan avec Daniel d'Edouard. En 1663, le domaine passe à la famille de Clugny qui édifie un nouveau château à l'intérieur des fossés de 1718 à 1736. En 1793, la veuve de Charles Louis de Clugny transmet le domaine à son second époux, Joseph-Guy-Louis de Tulle de Villefranche. Le château reste encore actuellement dans cette famille.
Le château de Thenissey est inscrit dans sa totalité aux monuments historiques par arrêté du 12 juin 1944.

## Description
L'obliquité des bâtiments anciens et les traces d'arrachements de courtines laissent penser que la plate-forme primitive était polygonale, voire ronde. Situé dans son angle nord-est le château moderne, à rez-de-chaussée simple, est armé de deux canonnières et la base de la tour ronde qui garnit son angle nord-ouest, de trois autres. Le château, dont l'accès principal se fait actuellement par l'ouest, est précédé au nord par une grande basse-cour où on remarque le pigeonnier à rez-de-chaussée voûté[réf. souhaitée].
Les édifices sont situés au sein d'un domaine de 350 hectares.